# Marko Mesić

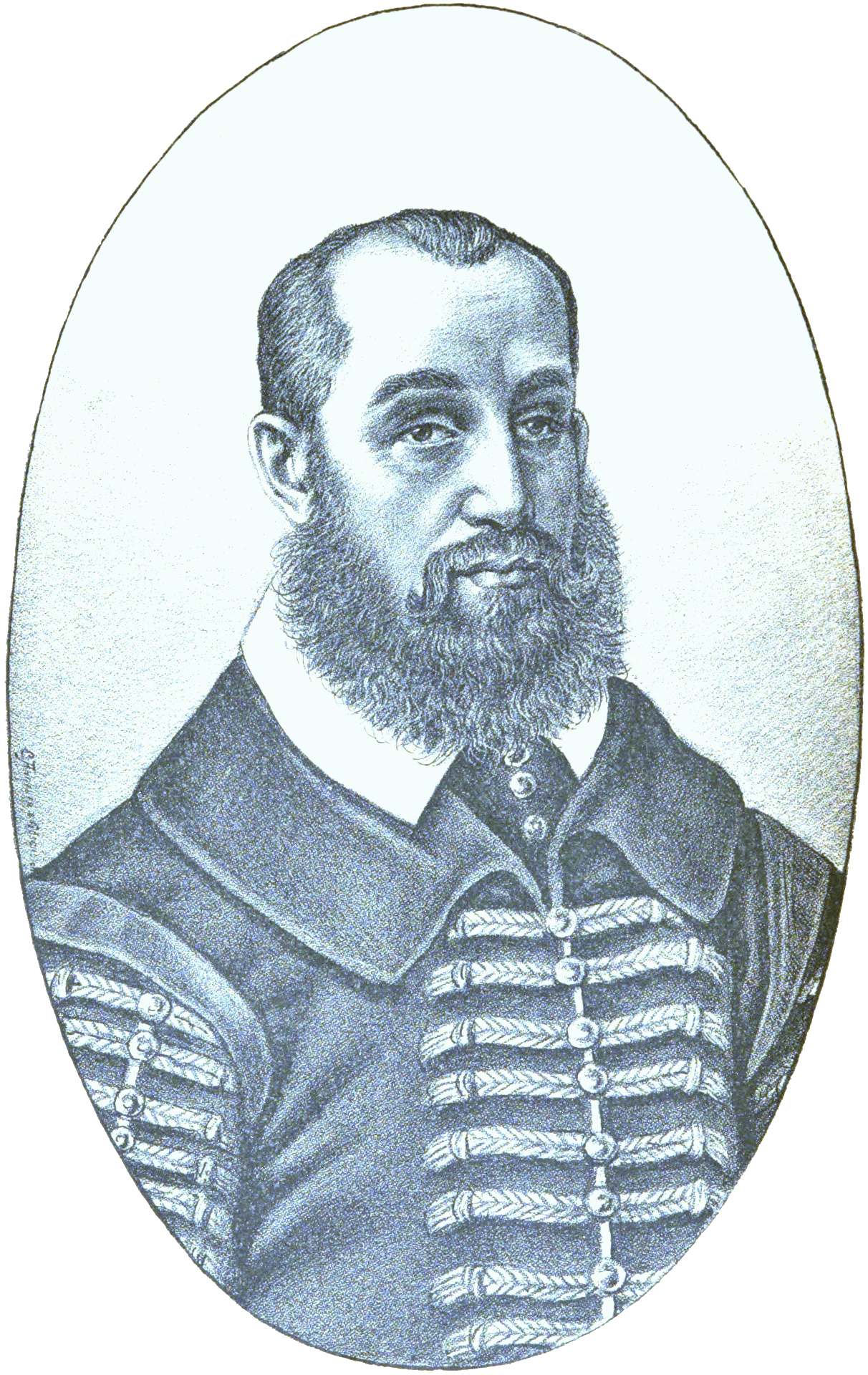
Marko Mesić, Pfarrer und Freiheitskämpfer

Marko Mesić (* um 1640; † 2. Februar 1713 in Karlobag) war ein kroatischer Pfarrer und Freiheitskämpfer. Er wird in Kroatien als Volksheld verehrt.

## Leben
Ursprünglich entstammt Marko Mesić der kroatischen Adelsfamilie der Mesić, welche in Brinje ansässig ist. Er war auch in dieser Region als Pfarrer tätig.

## Kommandant in der Militärgrenze
Im Jahre 1689 organisierte er den Aufstand gegen das Osmanische Reich und befreite die Regionen Lika und Krbava.